# 張成民
張 成民（チャン・ソンミン、1992年8月22日 - ）は、韓国出身 のラグビー選手。

## プロフィール
- ポジションはウィング(WTB)。
- 身長 193 cm、体重 105 kg
- ニックネームはライト。
- 韓国代表に選ばれたことがある[2]。

## 来歴
富川北高校、高麗大学、尚武を経て、2017年、NTTドコモレッドハリケーンズに加入。同年8月26日に行われたジャパンラグビートップリーグ第2節のクボタスピアーズ戦に先発出場で日本での公式戦初出場を果たす。
2021年、東京五輪の7人制韓国代表に選ばれた。